# 김홍도 필 삼공불환도
김홍도 필 삼공불환도(金弘道 筆 三公不換圖)는 서울특별시 용산구 삼성미술관 리움에 있는, 조선 후기 산수화, 인물화, 풍속화 등 여러 분야에서 탁월한 기량을 발휘한 김홍도(金弘道, 1745～1806 이후)가 57세인 1801년(순조 1)에 그린 8폭 병풍 그림이다. 2018년 10월 4일 대한민국의 보물 제2000호로 지정되었다.

## 지정 사유
'김홍도 필 삼공불환도'는 조선 후기 산수화․인물화․풍속화 등 여러 분야에서 탁월한 기량을 발휘한 김홍도(金弘道, 1745～1806 이후)가 57세인 1801년(순조 1)에 그린 8폭 병풍 그림이다. '삼공불환(三公不換)'은 전원의 즐거움을 삼공(三公)의 높은 벼슬과 바꾸지 않겠다는 의미로, 송나라 시인 대복고(戴復古)의 시「조대(釣臺)」에 나오는 구절이다.
이 그림은 1801년 순조임금의 천연두 완쾌를 기념하여 유후(留後)라는 호를 쓰고 한씨(韓氏) 성을 가진 인물이 만든 4점의 계병(禊屛) 중 하나로, 그림에 적힌 홍의영(洪儀泳, 1750～1815)의 발문에 의하면, 이 때 <삼공불환도> 외에 <신우치수도(神禹治水圖)>, <화훼영모도(花卉翎毛圖)>도 함께 그려 나누어 가졌다고 한다.
'삼공불환도'에 그려진 산수와 풍속 등 다양한 장면은 후한(後漢) 시대 중장통(仲長統)이 전원생활을 찬양한「낙지론(樂志論)」에 근거한 것이다. 이를 토대로 강을 앞에 두고 산자락에 위치한 대형 기와집과 논밭, 손님 치례 중인 주인장, 심부름 하는 여인, 일하는 농부, 낚시꾼 등을 곳곳에 그려 전원생활의 한가로움과 정취를 표현하였다. 김홍도는 「낙지론」의 내용을 조선 백성들의 생활상으로 재해석하였으며, 이로 인해 〈삼공불환도〉는 풍속화와 산수가 적절하게 어우러진 그의 대표작으로 꼽힌다.
사선구도를 활용해 화면 전체에 역동감을 주었고 인물, 산수, 화조(花鳥)가 짜임새 있게 배치되어 작품의 완성도를 높여준다. 보물 제1395호로 지정된 <추성부도(秋聲賦圖)>(1805년)와 더불어 김홍도 말년의 창작활동을 대표하는 작품으로, 여러 분야에 두루 뛰어났던 그의 역량이 유감없이 발휘된 역작이다.

## 같이 보기
- 김홍도
- 김홍도필 추성부도 - 보물 제1393호

## 참고 문헌
- 김홍도 필 삼공불환도 - 국가유산청 국가유산포털